# Impact final
Pour plus de détails, voir Fiche technique et Distribution.
Impact final (Post Impact) est un téléfilm américain réalisé par Christoph Schrewe et diffusé le 12 juin 2004 sur Sci Fi Channel.

## Synopsis
Retour à l'âge de glace après l'impact d'un météore sur la Terre. Seul un groupe de rescapés tente de trouver une solution pour redonner espoir aux humains ... 

## Fiche technique
- Titre original : Post Impact
- Titre français : Impact final
- Réalisation : Christoph Schrewe
- Scénario : Christoph Schrewe et Torsten Dewi
- Musique : Guy Farley et Charles Olins
- Photographie : Lorenzo Senatore
- Montage : Ken Peters
- Décors : Kes Bonnet
- Direction artistique : Borislav Mihailovski
- Costumes : Irina Kotcheva
- Maquillages spéciaux : Mariana Love
- Effets spéciaux : Trayan Brankov et Vasil Dikov
- Supervision des effets visuels : Stoian Cholakov et Ryan Spike Dauner
- Producteur : Phillip J. Roth
- Coproducteurs : Alan Latham et T.J. Sakasegawa
- Producteurs exécutifs : Rola Bauer, Jeffery Beach, Tim Halkin, Eva Holtmann et Christian Simmons
- Producteurs associés : John Cappilla, Torsten Dewi et Jeff Rank
- Compagnies de production : Tandem Productions, Unified Film Organization, RTL et Tandem Communications
- Compagnie de distribution : Tandem Communications
- Pays de production :  États-Unis,  Bulgarie,  Allemagne
- Langue : Anglais
- Son : Stéréo
- Ratio écran : 1,78:1
- Image : Couleurs
- Négatif : 35 mm
- Genre : Science-fiction
- Durée : 90 minutes

## Distribution
- Dean Cain : Capitaine Tom Parker
- Bettina Zimmermann : Anna Starndorf
- Joanna Taylor : Sarah Henley
- Nigel Bennett : Colonel Preston Waters
- John Keogh : Klaus Hintze
- Cheyenne Rushing : Sandra Parker
- Hanns Zischler : Docteur Gregor Starndorf
- Dulcie Smart : Présidente Miranda Harrison
- Adrienne McQueen : Sheila Azeal